# Prostitution in Kasachstan
Prostitution in Kasachstan ist an sich legal, wobei organisierte Prostitution, etwa in Bordellen, verboten ist. Die Schätzungen zur Anzahl der Prostituierten in Kasachstan liegen bei etwa 4.000, die Dunkelziffer könnte viel höher sein. In Kasachstan gibt es vermehrt Probleme mit Prostitution und organisierter Kriminalität, daher hat sich die Polizei in den letzten Jahren vermehrt auf Prostitution fokussiert. Prostituierte sind häufig Belästigungen, Erpressungen, willkürlichen Verhaftungen, Vergewaltigungen und Gewalt durch die Polizei ausgesetzt. HIV-Tests sind für männliche Sexarbeiter verpflichtend, da HIV in der Schwulenszene vermehrt vorkommt, in der Praxis sind jedoch auch weibliche Sexarbeiterinnen gezwungen, den Test durchzuführen. Jeder Sexarbeiter, der nach einem positiven Test weiterhin Dienstleistungen anbietet, könnte wegen absichtlicher Ausbreitung einer Infektion strafrechtlich verfolgt werden.

## Rechtslage
Bis Januar 2001 galten in Kasachstan die Gesetze zur Prostitution aus der Sowjetzeit. Sie verlangte bei Ausübung der Prostitution eine Geldstrafe, bei Wiederholungstäter wurde die Geldstrafe verdoppelt.
Ab dann wurden die Gesetze zum Verbot der Prostitution abgeschafft. Weiterhin strafbar blieb:
- Ein Bordell organisieren oder betreiben
- Räumlichkeiten als Bordell freigeben (z. B. Sexhotels)
- Von den Einnahmen aus der Prostitution leben (nur Gelegenheitsprostitution erlaubt, Prostitution wird nicht als Beruf anerkannt)
- Beschaffungsprostitution
- Zwangsprostitution

Kasachstan hat am 4. Juli 2013 ein Gesetz zur Bekämpfung des Menschenhandels verabschiedet. 
Am 1. Januar 2015 führte Kasachstan eine Ordnungswidrigkeit ein, die verhindern soll, dass Menschen an öffentlichen Plätzen "belästigt" werden. Sie verbot Prostituierten, potenzielle Kunden in der Öffentlichkeit anzusprechen. Prostituierte, die ruhig auf der Stelle standen, waren nicht betroffen. Da es sich um eine Ordnungswidrigkeit handelt, können gegen verhängte Geldbußen keine Rechtsmittel eingelegt werden.
597 selbsternannte Sexarbeiterinnen schickten im August 2016 einen offenen Brief an Präsident Nursultan Nasarbajew, die Vereinten Nationen und die OSZE. Sie forderten eine bessere Gesetzgebung und Regulierung der Prostitution. Sie argumentierten, dass die Regulierung den Sexarbeiterinnen bessere Arbeitsbedingungen und Sicherheit bieten würde und dass die Steuern auf Prostitution zu den Staatskassen in Kasachstan beitragen würden.

## Prostitution von Minderjährigen
Die Prostitution von Minderjährigen ist in Kasachstan ein Problem. In Almaty ist schätzungsweise ein Drittel der Prostituierten minderjährig. Der Flughafen Almaty wird als Verkehrsknotenpunkt für den Menschenhandel von zentralasiatischen Mädchen genutzt, die nach Amsterdam, Korea und in die Vereinigten Arabischen Emirate geschickt werden. Strafverfolgungsbehörden versuchen, die dahinter stehenden Banden aufzubrechen. Beamte behaupten, dass die Zahl der Minderjährigen, die an der Prostitution beteiligt sind, innerhalb des Landes systematisch abnimmt.

## Sexhandel
In Kasachstan hat sich die Situation im Menschenhandel in den letzten Jahren verschlechtert. Im TIP-Bericht über Menschenhandel schneidet Kasachstan schlecht ab. Kasachstan ist Herkunfts-, Transit- und Zielland für Prostituierte und andere Zwangsarbeiter, auch Minderjährige.